# Осада Алеппо (637)
Осада Алеппо — одно из сражений во время арабского завоевания Сирии и Палестины, происходившее в августе-октябре 637 года. 

## Предыстория
После битвы при Ярмуке арабы двинулись на север, в Сирию. Взяв на своём пути множество малых и больших городов, их полководцы Абу Убайда ибн аль-Джаррах и Халид ибн аль-Валид встретились в Киннасрине, затем они двинулись к Алеппо, где располагался сильный гарнизон под командованием византийского военачальника по имени Иоаким, державшего оборону. Алеппо представлял собой большой, обнесённый сплошной стеной город и небольшую, но практически неприступную цитадель на вершине холма, чуть более 400 метров в поперечнике, окружённую широким рвом.

## Ход осады
Иоаким, уверенный в силе своей армии, встретил арабов Халида ибн аль-Валида и Абу Убайды ибн аль-Джарраха у стен города, но был разбит в полевом сражении и поспешно отступил в цитадель. Византийцы предпринимали смелые вылазки, чтобы прорвать осаду, но каждый раз терпели неудачи. Иоаким ждал военную помощь от императора Ираклия I, однако так и не получил подкрепления.

## Результаты
В октябре 637 года византийцы капитулировали на условиях свободного выхода гарнизона. Иоаким вместе с 4000 византийских солдат приняли ислам; часть арабов, живших в пригороде, также приняла ислам, остальные арабы решили остаться христианами, выплачивая джизью). 

## Последствия
Впоследствии Иоаким проявил себя чрезвычайно умелым и верным военачальником, сражавшимся под началом различных мусульманских полководцев.
Абу Убайда ибн Аль-Джаррах послал войско под предводительством Малика ибн Аштара на взятие Аазаза на пути к "Риму". В регион, который мусульмане называли Римом, входили области современной южной Турции к востоку от хребта Тавр. Малик, под началом которого сражался Иоаким, захватил Аазаз и подписал договор с местными жителями, после чего вернулся в Алеппо. Захват и умиротворение Аазаза было важно, чтобы обеспечить безопасность Алеппо, так как византийцы могли бы ударить с севера со стороны Аазаза в тыл арабам в начале своей следующей крупной военной акции. Как только Малик ибн Аштар вернулся, Абу Убайда двинулись на запад, чтобы захватить Антиохию, где был взят в плен после битвы у Железного моста 30 октября 637 года.